# Morteza Szarifi

Mahdi Marandi (nr 19) i Morteza Szarifi (nr 12) na Igrzyskach Olimpijskich 2020 w Tokio

Morteza Szarifi (ur. 27 maja 1999) – irański siatkarz, grający na pozycji przyjmującego, reprezentant Iranu. 

## Przebieg kariery
| Lata                      | Klub                          |
| ------------------------- | ----------------------------- |
| 2016–2017                 | Szahrdari Urmia               |
| 2017–2018                 | Szams Mazandaran VC           |
| 2018–2019                 | Calzedonia Werona             |
| 2019–2020                 | Bursa Büyükşehir Belediyespor |
| 2020 (do 12.2020)         | Szahrdari Urmia               |
| 2020–2021 (od 21.12.2020) | Haliliye Belediyespor         |
| 2021–2022                 | Spor Toto                     |
| 2022–                     | Galatasaray Stambuł           |

## Sukcesy klubowe
Liga irańska:
- 2017

## Sukcesy reprezentacyjne
Mistrzostwa Świata Kadetów:
- 2017

Mistrzostwa Azji Juniorów:
- 2018

Igrzyska Azjatyckie:
- 2018

Mistrzostwa Świata Juniorów:
- 2019

## Nagrody indywidualne
- 2017: Najlepszy przyjmujący Mistrzostw Azji Kadetów
- 2018: Najlepszy przyjmujący Mistrzostw Azji Juniorów
- 2019: Najlepszy przyjmujący Mistrzostw Świata Juniorów